# Freetown (Indiana)
Freetown es un lugar designado por el censo ubicado en el condado de Jackson en el estado estadounidense de Indiana. En el Censo de 2010 tenía una población de 385 habitantes y una densidad poblacional de 204,47 personas por km².

## Geografía
Freetown se encuentra ubicado en las coordenadas 38°58′47″N 86°7′48″O / 38.97972, -86.13000. Según la Oficina del Censo de los Estados Unidos, Freetown tiene una superficie total de 1.88 km², de la cual 1.88 km² corresponden a tierra firme y (0.41%) 0.01 km² es agua.

## Demografía
Según el censo de 2010, había 385 personas residiendo en Freetown. La densidad de población era de 204,47 hab./km². De los 385 habitantes, Freetown estaba compuesto por el 97.92% blancos, el 0% eran afroamericanos, el 0.26% eran amerindios, el 0% eran asiáticos, el 0% eran isleños del Pacífico, el 0% eran de otras razas y el 1.82% pertenecían a dos o más razas. Del total de la población el 0% eran hispanos o latinos de cualquier raza.